# Oingo Boingo
Oingo Boingo foi um grupo de rock californiano formado em 1972 por Richard Elfman e depois em 1978 reformulado com estilo new wave pelo seu irmão, o compositor e cantor Danny Elfman.

## Histórico
Na década de 1980 a banda alcançou seu maior sucesso. Isto deveu-se, principalmente, ao fato de suas canções estarem na trilha sonora do filme Weird Science, de 1985. Ainda durante essa década a banda emplacou os hits Stay, Just Another Day, Dead Man's Party.
A banda, antes intitulada The Mystic Knights of Oingo Boingo, formou-se por conta de Danny Elfman, como um grupo de teatro, influenciando-se nesta arte o caráter específico, os temas e estilo abordados pela banda.
Seus integrantes separaram-se oficialmente em 31 de outubro de 1995. No Brasil, o Oingo Boingo fez um show no Estádio da Gávea (Rio de Janeiro) em 1990 com lotação esgotada.

## Discografia

### Álbuns de estúdio
| Nome do álbum                 | Lançamento |
| ----------------------------- | ---------- |
| Only a Lad                    | 1981       |
| Nothing to Fear               | 1982       |
| Good for Your Soul            | 1983       |
| So-Lo                         | 1984       |
| Dead Man's Party              | 1985       |
| Boi-ngo                       | 1987       |
| Dark at the End of the Tunnel | 1990       |
| Boingo                        | 1994       |

### Ao vivo
| Nome do álbum | Lançamento |
| ------------- | ---------- |
| Boingo Alive  | 1988       |
| Farewell      | 1996       |

### Coletâneas
| Nome do álbum                                                            | Lançamento |
| ------------------------------------------------------------------------ | ---------- |
| The Best of Oingo Boingo: Skeletons in the Closet                        | 1989       |
| Stay                                                                     | 1990       |
| Best O' Boingo                                                           | 1991       |
| Anthology                                                                | 1999       |
| The Best of Oingo Boingo: 20th Century Masters The Millennium Collection | 2002       |

### EPs
| Nome do álbum | Lançamento |
| ------------- | ---------- |
| Demo EP       | 1979       |
| Oingo Boingo  | 1980       |